# Aladin (CDS)
Pour les articles homonymes, voir Aladin.
Aladin est un atlas du ciel, outil logiciel de recherche de données à partir des images et des catalogues d'objets astronomiques disponibles dans le monde entier. Il permet l'accès interactif, la visualisation et l'analyse des relevés scientifiques des grandes agences spatiales (NASA, ESA, JAXA...), des centres de données et archives (ESO, CADC, MAST, CDS...). Le logiciel est libre et régulièrement mis à jour. Sa dernière version publique (V12.06) date de mai 2023.
Aladin est disponible sous deux formes :
- Aladin Lite (en ligne), est un "widget" HTML5 JavaScript.
- Aladin Desktop (en local), client lourd exécutable multiplateforme (Windows, Mac, Linux...)

Aladin est un service du Centre de données astronomiques de Strasbourg.